# František Xaver Svoboda
Pour les articles homonymes, voir Svoboda.
František Xaver Svoboda né le 25 octobre 1860 à Mníšek pod Brdy (Royaume de Bohême) et mort le 25 mai 1943 à Prague est un poète, dramaturge et romancier tchécoslovaque.

## Biographie
František Xaver Svoboda est diplômé d'une école secondaire à Prague.  Il  travaillé d'abord  à la mairie de Prague, puis, en 1889, il est fonctionnaire à la banque tchèque Česká spořitelna où il reste jusqu'en 1910. En 1890 il épouse Růžena Čápován, connue comme écrivaine sous le nom de Růžena Svobodová. Elle meurt en 1920. Il collabore à plusieurs journaux et revues : Lumír , Zlatá Praha, Lípa...
František Xaver Svoboda a beaucoup écrit et publié. Dans ses premiers travaux il apparaît comme en poète impressionniste de la nature et des sentiments intimes, puis il évolue vers la psychologie et le réalisme qu'il est l'un  des premiers à introduire sur la scène tchèque.

## Œuvres

### Traduites en français
Les numéros 5 (1866), récit, traduit du tchèque par Jean-Louis Chollet dans la Gazette de Prague du 13 août 1921 et Anthologie de la poésie tchèque, Kra, 1930.

### Autres
František Xaver Svoboda  a publié des nouvelles, des romans (dont deux en vers), des pièces de théâtre, des poèmes.